# The Sims: Superstar
The Sims: Superstar är det sjätte expansionspaketet av datorspelet The Sims. Släpptes den 12 maj 2003.
I Superstar får man möjligheten att göra sina simmar till superstjärnor. Vägen till berömmelse och ära börjar i den nya stadsdelen, Studiostaden. Med hjälp av en manager kan man skapa sig ett namn inom film, mode eller musik. Där finns många platser som är förknippade med showbusiness, till exempel TV-station, filmbolag, hälsohem och skivstudior. På hemmafronten tillkommer en hel del lyxiga saker, till exempel konstverk, parabolantenn och syrebar. Man kan också anställa en butler, sushikock och massör.